# العلاقات البرتغالية الغواتيمالية
العلاقات البرتغالية الغواتيمالية هي العلاقات الثنائية التي تجمع بين البرتغال وغواتيمالا.

## مقارنة بين البلدين
هذه مقارنة عامة ومرجعية للدولتين:
| وجه المقارنة                                              | البرتغال                                                  | غواتيمالا       |
| --------------------------------------------------------- | --------------------------------------------------------- | --------------- |
| المساحة (كم2)                                             | 92.21 ألف                                                 | 108.89 ألف      |
| عدد السكان (نسمة)                                         | 10.60 مليون                                               | 17.26 مليون     |
| الكثافة السكانية (ن./كم²)                                 | 114.95                                                    | 158.51          |
| العاصمة                                                   | لشبونة                                                    | غواتيمالا       |
| اللغة الرسمية                                             | اللغة البرتغالية، اللغة الميراندية                        | اللغة الإسبانية |
| العملة                                                    | يورو، اسكودو برتغالي                                      | كتزال غواتيمالي |
| الناتج المحلي الإجمالي (بليون دولار)                      | 217.57 مليار                                              | 75.62 مليار     |
| الناتج المحلي الإجمالي (تعادل القوة الشرائية) بليون دولار | 307.82 مليار                                              | 126.21 مليار    |
| الناتج المحلي الإجمالي الاسمي للفرد دولار أمريكي          | 19.22 ألف                                                 | 3.90 ألف        |
| الناتج المحلي الإجمالي للفرد دولار أمريكي                 | 28.76 ألف                                                 | 7.45 ألف        |
| مؤشر التنمية البشرية                                      | 0.830                                                     | 0.627           |
| رمز المكالمات الدولي                                      | +351                                                      | +502            |
| رمز الإنترنت                                              | .pt                                                       | .gt             |
| المنطقة الزمنية                                           | توقيت غرب أوروبا، توقيت غرب أوروبا الصيفي، أوروبا/لشبونة ‏ | 00              |

## منظمات دولية مشتركة
يشترك البلدان في عضوية مجموعة من المنظمات الدولية، منها:
| علم المنظمة | اسم المنظمة                               | تاريخ انضمام البرتغال | تاريخ انضمام غواتيمالا |
| ----------- | ----------------------------------------- | --------------------- | ---------------------- |
|             | وكالة ضمان الاستثمار متعدد الأطراف        | 6 يونيو 1988          | 11 يوليو 1996          |
|             | منظمة الشرطة الجنائية الدولية             | ?                     | ?                      |
|             | منظمة حظر الأسلحة الكيميائية              | ?                     | ?                      |
|             | منظمة التجارة العالمية                    | ?                     | ?                      |
|             | الأمم المتحدة                             | 14 ديسمبر 1955        | 21 نوفمبر 1945         |
|             | مؤسسة التمويل الدولية                     | 8 يوليو 1966          | 20 يوليو 1956          |
|             | يونسكو                                    | 11 مارس 1965          | 2 يناير 1950           |
|             | مؤسسة التنمية الدولية                     | 29 ديسمبر 1992        | 27 أبريل 1961          |
|             | البنك الدولي للإنشاء والتعمير             | 29 مارس 1961          | 28 ديسمبر 1945         |
|             | المنظمة الهيدروغرافية الدولية             | ?                     | ?                      |
|             | الاتحاد البريدي العالمي                   | ?                     | ?                      |
|             | المركز الدولي لتسوية المنازعات الاستشارية | 1 أغسطس 1984          | 20 فبراير 2003         |
|             | الاتحاد الدولي للاتصالات                  | 1866                  | 10 يوليو 1914          |

## وصلات خارجية
- موقع وزارة الخارجية البرتغالية
- موقع وزارة الخارجية الغواتيمالية